# Aristolochia lingulata
Aristolochia lingulata Ule ex Pilg. – gatunek rośliny z rodziny kokornakowatych (Aristolochiaceae Juss.). Występuje naturalnie w Peru.

## Morfologia
PokrójBylina pnąca o bezwłosych pędach.
LiścieMają prawie okrągły kształt. Mają 8–10 cm długości oraz 7,5–9 cm szerokości. Nasada liścia ma sercowaty kształt. Z tępym wierzchołkiem. Ogonek liściowy jest owłosiony i ma długość 5–6 cm.
KwiatyPojedyncze. Dorastają do 10–11 cm długości.
OwoceTorebki o eliptycznym kształcie. Mają 8 cm długości.